# 第四次马其顿战争
第四次马其顿战争（前150年－前148年），是罗马共和国与马其顿王國之間的最后一場馬其頓戰爭，由自稱安提柯王室的安德里斯庫斯意圖重建馬其頓王國而發起。這場戰爭嚴重威脅到羅馬對希臘的霸權，戰後羅馬對希臘的掌控持續維持60年，直到第一次米特里達梯戰爭再一次動搖。
事缘公元前168年，第三次马其顿战争结束，罗马人废黜马其顿安提柯王朝最后一位正統国王珀尔修斯，透過分割馬其頓並建立四個獨立的僕從邦聯來間接治理，防止馬其頓重新成為地區強國。這套系統成功讓羅馬人建立近二十年的霸權，但马其顿人都不甘心成为罗马的附庸。一位長得很像珀爾修斯的希臘人安德里斯库斯，自称是珀尔修斯之子，他于前150年在色雷斯人的幫助下夺回马其顿王座企图复辟，激怒了罗马政府。
安德里斯庫斯在戰爭初期大有進展，不僅擊敗羅馬僕從國軍隊，還摧毀一支前來抵禦他的羅馬軍團，征服大部分的色薩利地區。然而，他最終在前148年的彼得那戰役中被羅馬另外一支軍團擊敗，這支羅馬軍團由副執政官昆圖斯·凱基利烏斯·梅特盧斯率領。這場敗戰嚴重打擊安德里斯庫斯的地位，他持續的被追擊最終被人背叛，綁送到羅馬人手上。安德里斯库斯在马其顿短暂的统治，被定性为残暴的、压榨的。羅馬繼續平定其他小叛亂後，決議把馬其頓地區納入羅馬行省中，是為馬其頓行省。

## 背景
羅馬共和國和馬其頓王國之間的衝突從前215年就開始了。當時馬其頓國王腓力五世與羅馬的敵國迦太基共和國結成同盟，與羅馬宣戰，爆發地第一次馬其頓戰爭。因為同時期羅馬與迦太基的第二次布匿戰爭規模龐大，這場羅馬與馬其頓的戰爭顯得不重要且微不足道。在擊敗迦太基獲得勝利後，連戰連勝的羅馬人接到希臘各方勢力和城邦的請求，希望羅馬人可以阻止腓力五世的野心。儘管布匿戰爭後精疲力盡的羅馬人還沒恢復，他們還是同意干涉的請求。腓力五世對於羅馬的干涉，果斷拒絕羅馬的最後通牒，爆發歷時3年的第二次馬其頓戰爭，此戰腓力戰敗，不僅被迫割讓大量領地來滿足羅馬的要求，也讓馬其頓的威名重挫。幾年後羅馬與逐漸西進的塞琉古帝國發生衝突，野心勃勃的君主安條克三世意圖在希臘建立霸權，在埃托利亞同盟邀請下安條克率軍來到希臘本土，羅馬隨後於前192年與塞琉古帝國宣戰，爆發安條克戰爭。羅馬人連戰連勝，迫使安條克三世割讓小亞細亞的領土，還限制艦隊規模，以及大量的賠款，羅馬人禁止塞琉古帝國往托魯斯山脈以北擴張，把塞琉古帝國限制為中東的地方勢力，完全喪失對希臘本土的影響力。在與塞琉古帝國的征戰中，馬其頓站在羅馬方陣營，因此戰後恢復一些領土和影響力，但羅馬的霸道行為和馬其頓的復仇主義繼續激起腓力五世的怨恨。
在腓力晚期的統治中，馬其頓的國力逐漸恢復、茁壯，而他有能的兒子兼繼承者珀爾修斯在位時，國力也繼續成長。儘管羅馬共和國正式重申與他的「友誼」，逐漸復興的馬其頓與羅馬之間的關係卻逐漸緊張。珀爾修斯在希臘世界透過他成功的外交手腕，贏得希臘人大眾的支持，讓馬其頓的影響力再度恢復，並再一度成為希臘世界領導地位之一。雙方繼續維持脆弱的和平，但馬其頓的多年的敵人兼羅馬最忠誠的盟友帕加馬王國，其國王歐邁尼斯二世在前172年親自到羅馬，向羅馬元老院宣傳珀爾修斯威脅論，控訴馬其頓會威脅到羅馬和希臘的安寧，並致力要求羅馬人擊碎這股力量。後來，當歐邁尼斯二世返回帕加馬王國途中遭到暗殺，倖存的他隨即指責此事是珀爾修斯指使，訴請羅馬發動戰爭，因而爆發第三次馬其頓戰爭。經過三年的苦戰，羅馬獲得完全勝利，珀爾修斯不僅獻國投降，自己也被俘虜至羅馬。羅馬因此在希臘本土建立完全的霸權。
在贏得勝利之後，希臘世界受到羅馬粗暴對待，珀爾修斯在戰爭中的盟友被嚴酷鎮壓，而那些被懷疑同情珀爾修斯的人則在羅馬統治的新秩序中成為賤民。羅馬采取了史無前例的措施來確保馬其頓權力復興是不可能的，如廢除實施長久的馬其頓君主制、把珀爾修斯關押到意大利的一座城市。羅馬知道如果佔領馬其頓地區後，自己還要在馬其頓北方邊境上常駐軍事力量來對抗邊境的蠻族部落，因此決定放棄把它設為行省去佔領統治，而是把馬其頓分成四個傀儡共和國邦聯（merides）去自治，傀儡國它們需交付貢金給羅馬。不僅如此，這四個僕從共和邦聯禁止互相貿易，也限制交流，以及禁止自由開採馬其頓豐富的礦山，並限制他們只保有能恰好克制北方野蠻部族所需的軍事力量。此外，許多原本馬其頓的統治精英階層被遷去羅馬。在前168年第三次戰爭結束之時，勝利的羅馬軍隊洗劫了馬其頓的財富，加上對於其施加的財政限制，馬其頓地區陷入了貧困。這造成馬其頓舊有社會秩序的破壞，引起了許多當地民眾的強烈不滿。
羅馬之後在前167年把所有軍隊都撤回，留下馬其頓共和邦聯獨自處理自己內部管理問題，也不再對其負責和干涉，甚至在前163年爆發屠殺馬其頓官員的嚴重危機時，羅馬人也對它們的請求置之不理。可能羅馬是認為用地方自治來滿足馬其頓人，他們便可以忘記任何形式的“民族”身份和情感。然而，因馬其頓人尚未習慣民主制度，大眾普遍心存對君主制的渴望。儘管後來親羅馬的馬其頓共和黨人數量確實開始發展起來，成員包含那些曾經被安提柯王朝迫害的人們。前158年開始，羅馬放寬了一些規定，如馬其頓人允許再次使用他們的礦場，但其他限制仍然存在，包括對馬其頓分裂的規定，這使得馬其頓人怨恨仍在持續累積。最終留給意圖恢復舊有君主制的野心家一個良好的溫床。

## 安德里斯庫斯宣稱王位

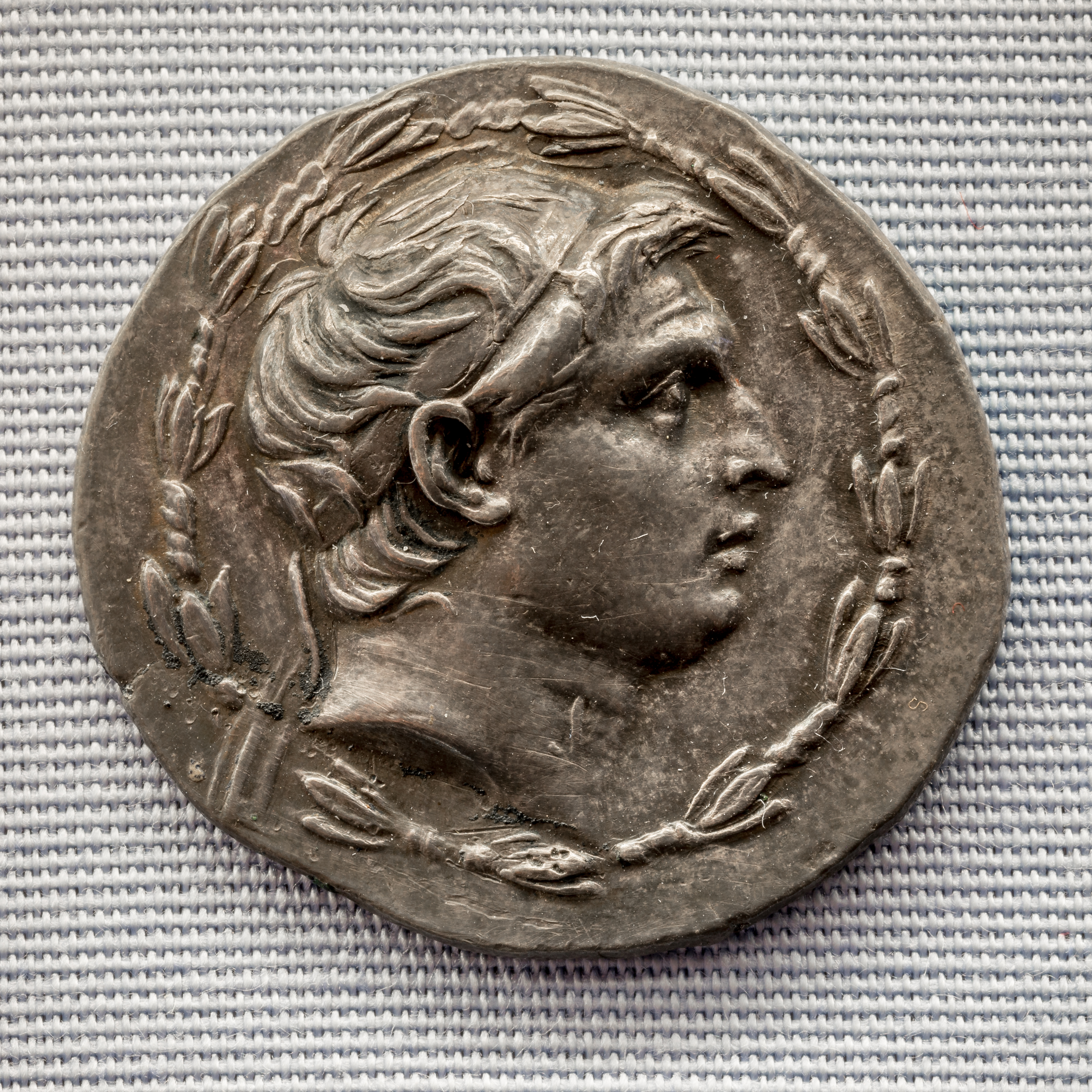
德米特里一世的錢幣，他拒絕提供軍事支援來幫助安德里斯庫斯，並把他抓住送往羅馬

大約在前154/153年，一位名為安德里斯庫斯的希臘人，他的外貌長得非常像珀爾修斯，因此他宣稱自己是珀爾修斯之子腓力，宣稱之前所以默默無聞是因為自己由寄養家庭秘密撫養。這位青年的出身不清楚，古代文獻一致同意他出身底層，並於小亞細亞西北部伊奧利亞阿德拉米狄翁長大。他早年曾經試圖用武力進入馬其頓來奪回「他」的王位，但被擊退。這支抵禦軍隊可能是由三或四個共和邦聯的軍隊組成，因根據前167年的和約，四個共和邦聯中其中有一個邦聯被禁止擁有軍隊。
在這次失敗後，安德里斯庫斯前往敘利亞並應徵入伍為塞琉古國王德米特里一世的雇傭兵，並再一次對他的宣稱王位提出訴求。他王位訴求的消息很快就在安條克城傳開，在獲得足夠的知名度後他向塞琉古君主德米特里一世呼籲，請求幫助他奪得王位。儘管首都安條克城的大眾支持他的訴求，甚至以放話將以暴動來威脅，但德米特里一世還是拒絕了他，火速逮捕了他並用船把他送去羅馬。然而，儘管安德里斯庫斯被帶到羅馬元老院前，羅馬元老們仍自信滿滿對他毫不在意，僅僅是限制他居於意大利城市內。很快地，他設法從意大利逃脫，回到希臘世界去。但是羅馬人仍然沒有感到不安，他們完全沒有想過認真對付安德里斯庫斯。
安德里斯庫斯來到了米利都旅居，在這裡他進一步宣傳他的訴求，吸引許多人注意。西西里的狄奧多羅斯寫道，當米利都的領導人得知此事後，他們逮捕了安德里斯庫斯，並向來訪的羅馬特使尋求如何處置他的建議。使者們認為這單純就是個騙子，相當輕視他，便告訴米利都人可以把他釋放，於是安德里斯庫斯安全的重獲自由。在他獲釋後，他繼續努力實現成為馬其頓國王的目標。他周遊來到帕加馬城與珀爾修斯的前侍妾卡爾莉芭會面，從她那邊得到一大筆資金和一些王家排面。接著他聽從卡爾莉芭的建議前去色雷斯，途中經過拜占庭時受到熱情的歡迎，也得到許多同情者。學者Helliesen認為安德里斯庫斯在這時期去的地點，為第三次馬其頓戰爭後逃離家鄉的馬其頓人曾經落腳的地方，他們逃到阿塔羅斯王國並且落腳於呂底亞西部。
安德里斯庫斯來到了色雷斯，這裡他得到許多盟友和支持者，其中有奧德里西亞王國國王特雷斯三世，特雷斯三世家族因與安提柯王朝通婚而有親戚關係。安德里斯庫斯不僅在這裡受歡迎，特雷斯三世還為安德里斯庫斯舉辦加冕儀式，戴上王權頭帶（diadem），還給他百人的部隊。特雷斯三世還介紹許多色雷斯部族首領給他認識，其中尤其是一位名叫巴爾撒巴的首領之後跟著他一同朝馬其頓進軍。他在這還得到了一些馬其頓人團體的幫助，學者Rubinsohn稱這些人為“流亡的烏合之眾”。

## 戰爭的進程

### 安德里斯庫斯征服馬其頓
前149年春天，安德里斯庫斯憑藉色雷斯這些兵力開始入侵馬其頓。一開始他進軍馬其頓並不順利，而且在初期也未能激發馬其頓大眾對他的支持，不僅從而鼓舞了羅馬僕從國馬其頓共和邦聯的信心，也讓羅馬元老院更加輕視這位王室冒充者。從一些現象顯示，他這次征服馬其頓的計畫是以失敗告終，但他隨後再度集結了他的力量並再一次嘗試，於斯特魯馬河岸的一場戰鬥中對決一支僅由一個共和邦聯所組成的軍隊。安德里斯庫斯成功擊敗這支軍隊，並聲勢浩大的奪取斯特魯馬河以東的馬其頓地區，並在大約前149年夏季奪取舊王國首都佩拉，安德里斯庫斯便以此為居城。大概在這個時間點，他採用「腓力」為王室名。西部的馬其頓共和邦聯繼續抵抗，但他們在斯特魯馬河西岸的另一場戰鬥中被擊敗，在這之後馬其頓人似乎接受了安德里斯庫斯為國王。

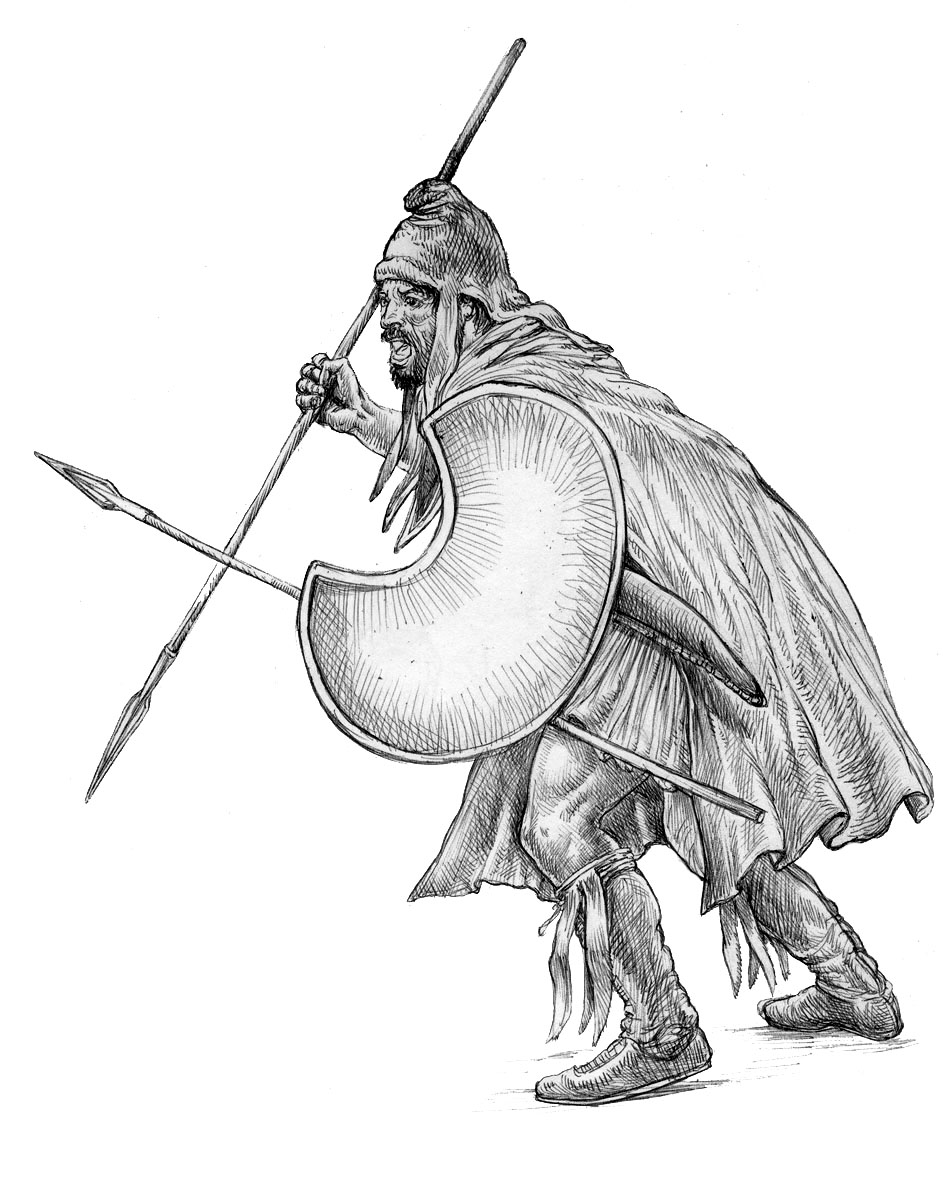
前五、四世紀色雷斯輕盾兵，在安德里斯庫斯初期的軍隊中，色雷斯人佔了很大的一部分

安德里斯庫斯一路連勝讓更多的馬其頓人來支持他。馬其頓人長期渴望君主制，願意接受一位善戰的統治者，他們渴望擺脫僕從國的地位，也厭惡被分裂的國土和內部派系鬥爭。另一方面，鄰近的希臘人對馬其頓時局感到相當驚訝，當時的歷史學家波利比烏斯提到，「從天上掉下來」一位不知來歷的王位要求者，在波利比烏斯眼中他就是一位暴君，不知為何的就被馬其頓人給接受了，還很熱情的支持他。學者Eckstein認為波利比烏斯和其他希臘人會有這種觀點，是他們已經根深蒂固地習慣共和制思想，無法理解馬其頓人對過去神聖君主制的渴望。安德里斯庫斯奪下馬其頓大部分地區後，轉進軍色薩利地區，當地的色薩利同盟知道向羅馬人求援的話，前來救援的羅馬軍隊會花很久才會到，逐向希臘本土的亞該亞同盟求援，他們與親羅馬的馬其頓殘餘勢力抵抗了安德里斯庫斯一段時間。最終，羅馬決定派遣一位雷加圖斯（使節）普布利烏斯·科爾內利烏斯·西庇阿·納西卡前去調查希臘和馬其頓的情況。

### 羅馬干涉
羅馬使節西庇阿出使的目標是去協商一個和平協定。學者Gruen認為，這顯示當時羅馬人相信現階段有和平解決的可能性，但這一事實卻表明他們要麼已與時局脫節，要麼他們不認為這涉及第三次馬其頓戰爭和約的處理問題。也有可能當羅馬派出西庇阿之時，安德里斯庫斯征服馬其頓的消息還沒傳開。或者，很有可能當時派出西庇阿僅僅就只是勸希臘人不要同情迦太基人，當時羅馬人正準備計畫攻擊迦太基。無論是哪種情況，西庇阿企圖透過外交手段處理紛爭的結果是失敗的，很有可能是因為羅馬人不願意接受馬其頓統一，以及不願承認安德里斯庫斯的馬其頓王位。相反地，西庇阿決定訴諸於武力，他把已經參戰的色薩利軍隊和亞該亞軍隊聚集起來，並用這支聯軍暫時阻止安德里斯庫斯繼續前進。儘管如此，羅馬指揮官西庇阿還是通知元老院，當前局勢急需羅馬直接軍事干預來阻止這位王室冒牌者。由於情況越來越嚴峻，安德里斯庫斯已經征服色薩利許多地區了。

### 塔爾納的大敗

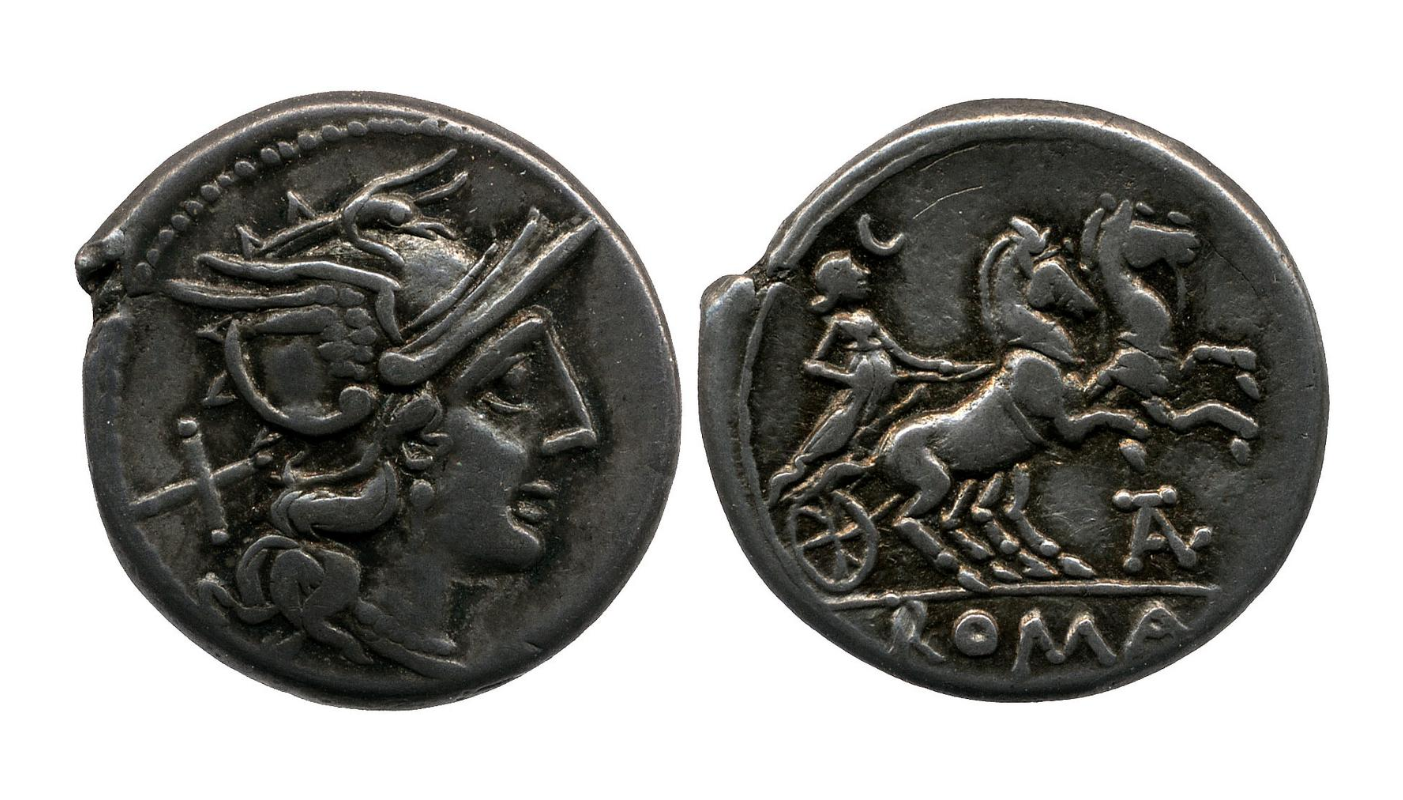
很可能是普布利烏斯·尤文圖斯·塔爾納（Publius Juventius Thalna）所鑄的第納里烏斯銀幣，約在前179年～前170前間。

收到西庇阿的報告後，羅馬元老院任命一位羅馬副執政官普布利烏斯·尤文圖斯·塔爾納率領一個羅馬軍團，準備用武力前去處理馬其頓問題。塔爾納很可能在希臘召集一些同盟國的部隊，並在那裡花了二到三個月安穩局勢。然而，他似乎低估了安德里斯庫斯，不了解安德里斯庫斯的軍隊自他即位以來急劇膨脹，其中他的軍隊包括馬其頓人和色雷斯人的部隊。塔爾納試圖通過色薩利入侵馬其頓，但在前149年末或前148年初之時，安德里斯庫斯率軍在馬其頓邊界附近的一個不知名地點截擊了這支羅馬軍隊，戰役前後過程不清楚，但可知此戰塔爾納被殺，他的軍隊幾乎全軍覆沒，僅有少數生還者靠著夜色躲過追擊而倖存。這場敗戰是迄今為止羅馬在對抗希臘勢力的戰役中，遭受最嚴重的損失，並在希臘人和羅馬人之中產生了巨大的心理影響。
在國內，靠著這次大勝安德里斯庫斯的聲望達到最高點，他隨即發動另一次入侵色薩利，勢如破竹且幾乎征服該地區。同時其他外國勢力也對開始他有興趣，迦太基共和國當前與羅馬陷入第三次布匿戰爭，他們與馬其頓建立同盟盟約並承諾會提供金援和軍資給他。另一方面，帕加馬國王阿塔羅斯二世他不願見到鄰邦馬其頓再度復興為希臘強權，依然堅定為羅馬盟友。這場戰鬥的結果還証實，就算馬其頓人他們國王的正統性多麼微弱，他們仍致力於復興他們的君主制。
同時，馬其頓的勝利也意味著與羅馬和平談判的希望破滅，羅馬人絕對無法忍受這樣的失敗，他們必定會一勞永逸地粉碎馬其頓作為地方強權的希望。對於羅馬即將報復的恐懼，會加速一些親羅馬派馬其頓人叛離。對此，安德里斯庫斯開始對任何親羅馬分子採取嚴厲和殘酷的措施，對他們施行恐怖主義和鎮壓行動。

### 梅特盧斯的征戰

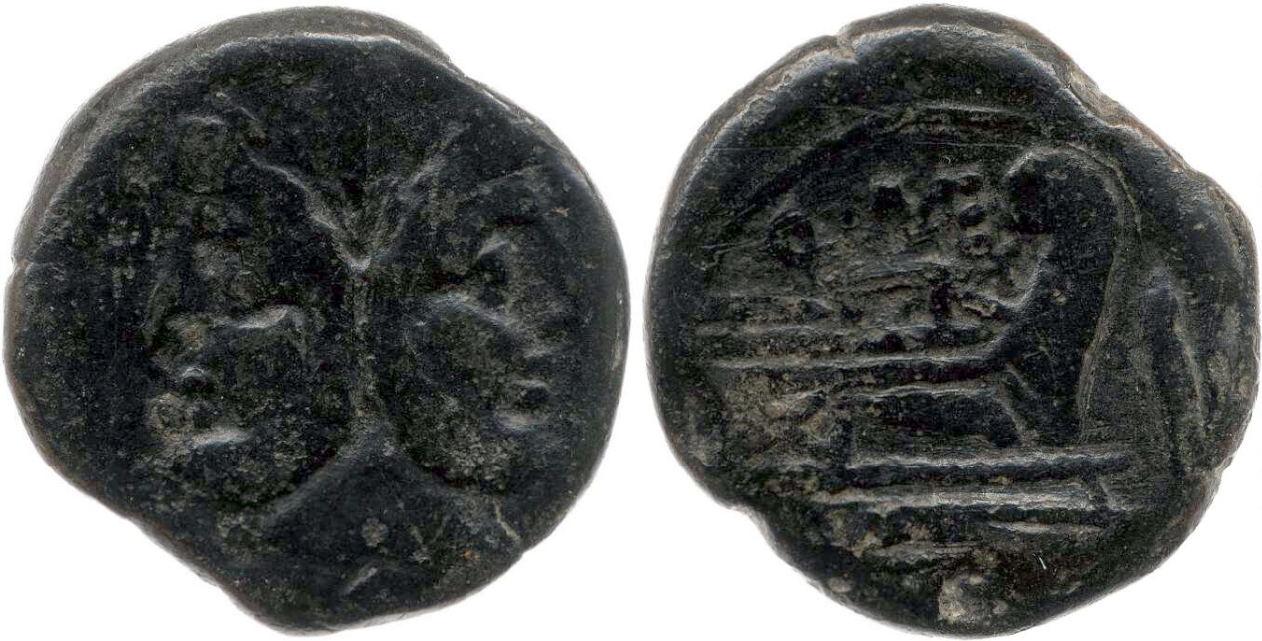
昆圖斯·凱基利烏斯·梅特盧斯發行的阿斯銅幣，約在前155年–前149年

羅馬很快就準備好一支由兩支羅馬軍團組成的正常滿編軍隊，準備派往馬其頓。儘管當羅馬已經有許多軍團在其他戰區服役，在人力上再建立這樣一支滿編部隊相當困難，但元老們不願再冒一次塔爾納慘敗的風險，且強烈希望可以阻止馬其頓和迦太基之間有任何軍事合作的可能性。該年的兩位羅馬執政官都已經率軍參加其他戰區戰事，元老院便任命該年羅馬副執政官之一的昆圖斯·凱基利烏斯·梅特盧斯作為本此征戰的指揮官，並授予他資深執政官之權限。
前148年夏季梅特盧斯率軍來到希臘，並得到阿塔羅斯二世艦隊的支援，開始沿著色薩利沿岸進軍。整個馬其頓東部沿岸都在帕加馬艦隊的威脅下，可能安菲波利斯於此階段脫離安德里斯庫斯掌控。為了保護自己免受兩面攻擊並防止失去馬其頓沿岸，國王安德里斯庫斯在彼得那建立防線，等著羅馬軍隊在那裡與他交戰。

#### 第二次彼得那戰役
關於這場戰鬥或所涉及部隊的確切人數，沒有多少資料保存到後世。雙方第一波戰鬥是騎兵之間的對決，其中安德里斯庫斯的騎兵佔了上風，擊敗了羅馬騎兵，迫使羅馬全線軍隊撤退。之後，安德里斯庫斯分兵兩路，可能是要切斷羅馬軍隊的補給線或威脅羅馬後路，或者也可能是安德里斯庫斯過於自信，他命其中一路繼續朝色薩利方向進軍，剩下一半的部隊由自己帶領在後方監視敵軍動態。在某個時間點，一位馬其頓將領特勒斯底（Telestes）率領一部分騎兵叛變，這搞得國王大怒，對特勒斯底的家人報復。可能是在馬其頓叛將特勒斯底的幫助下，梅特盧斯發覺敵人兵分兩路，他抓住機會用全軍先擊敗一路馬其頓軍，隨後再擊破安德里斯庫斯率領的另一半馬其頓軍，安德里斯庫斯兵敗而逃，由羅馬人獲得戰役勝利。

## 戰爭終末

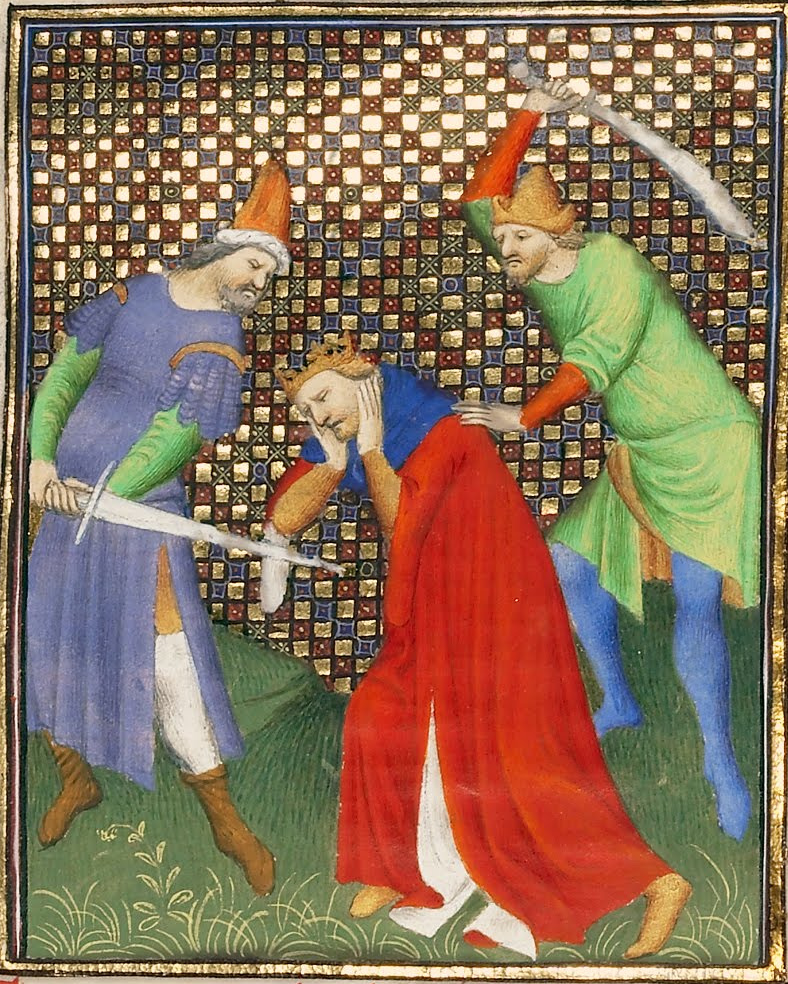
「偽腓力」之死，十五世紀袖珍畫（Miniature）.

彼得那戰役這場戰鬥粉碎了安德里斯庫斯的軍隊，也摧毀了馬其頓人對戰爭努力和士氣，很快馬其頓全境盡速淪陷。安德里斯庫斯逃往色雷斯回到他最初的根據地，他準備重新聚集了一支軍隊，然而梅特盧斯迅速追擊，趁著安德里斯库斯尚未把軍隊整頓好就發動攻擊，展開會戰。這次交戰對羅馬人來說是一場輕鬆的勝利，馬其頓軍的前頭陣線一被打破，其餘的軍隊就驚慌失措地逃跑。安德里斯库斯只得投靠色雷斯一位小首領拜瑟（Byzes），梅特盧斯卻成功勸告拜瑟成為羅馬的盟友，國王最終被出賣成為階下囚，結束這場戰爭。
然而馬其頓地區並未沒有完全平靜下來，又爆發一次小起義。可能在色雷斯人的資助下，另一位自稱是珀尔修斯之子亞歷山大的冒牌者，他帶人佔據奈斯托斯河河谷一帶繼續反抗羅馬人。梅特盧斯隨即率兵擊敗他，迫使他流亡達爾達尼（Dardani）。直到前147年底，梅特盧斯才肅清馬其頓，並恢復當地秩序。然而，這不是馬其頓反抗羅馬的結束，在前143/142年另一個王位宣稱者後來引發了另一場嚴重的危機，這位「偽珀爾修斯」在被擊敗之前能召集了一支16,000人的軍隊，他最終被羅馬財務官路奇烏斯·特雷梅里乌斯討伐所殺。除此之外，之前馬其頓政府常年的色雷斯人掠境問題，也持續存在。
梅特盧斯對馬其頓人施加懲罰，甚至早些年同情安德里斯庫斯的拜占庭人也被懲處。梅特盧斯在馬其頓大量掠奪財富，其中一些戰利品是當年亞歷山大大帝在格拉尼庫斯河戰役後所獲的，他還掠奪許多藝術品。在安穩馬其頓和希臘事務後，梅特盧斯在前146年以勝利者的姿態返回羅馬，他被授予榮名（agnomen）「馬其頓征服者」（Macedonicus）。羅馬人還為梅特盧斯舉辦凱旋式，凱旋式中安德里斯庫斯被以戰俘的身份參加遊街，飽受羞辱，隨後他就被處死。

## 戰後羅馬對馬其頓的重組
元老院意識到前168年的間接統治方式已無法維持，安德里斯庫斯起義中贏得馬其頓人中的支持，很大表明間接統治的脆弱性和馬其頓需要徹底重組的必要性。在梅特盧斯獲得勝利後元老院派出一個代表團前去希臘，很可能梅特盧斯在代表團允諾下對馬其頓的治理進行行政改革，將當地治權轉交給這位羅馬副執政官。從那時起，一個軍團和一個副執政官永久駐紮在馬其頓，這是羅馬軍隊第一次永久駐紮在亞得里亞海以東。馬其頓地區統一為一個行政單位馬其頓行省，這個新的行省不僅包含馬其頓，還包括伊利里亞南部、伊庇魯斯和色薩利。這引起了不同的反應，一方面馬其頓人歡迎馬其頓再度統一，另一方面他們對失去自由和羅馬人更嚴厲的統治感到不滿，許多副執政官在行省中搞貪污腐敗行為和敲詐勒索，此外在職責上他們在保護該地區免受蠻族襲擊方面，不如之前馬其頓人的政府有效。
行省化的確切時間順序和內容還有一些爭議和問題，在前148年一種被稱為「馬其頓紀年」的行省紀年方式出現，這類紀年的元年通常代表某一個重要事件，而這事件代表的是該年馬其頓行省的成立還是代表梅特盧斯的勝利不得而知，當前這問題還存在學術爭議。若是前148為年行省成立之時的話，梅特魯斯能否有足夠時間將馬其頓組織成一個行省？因此有人建議行省成立的時間是在前146年時由執政官盧基烏斯·穆米烏斯所完成，他可能在在解決希臘事務的同時，在十人委員會的幫助下把馬其頓重組為行省。然而，學者Gruen和Eckstein對馬其頓被設為正式行省一說提出質疑，他們指出馬其頓的邦聯（merides）到早期的帝國元首制時期仍繼續存在。在他們的觀點中第四次馬其頓戰爭前後所造成的變化，事實上就只是戰後一名羅馬副執政官和他的軍團永久駐紮在馬其頓而已，因羅馬人逐漸承擔了更多的馬其頓行政和官僚的角色，自然導致非官方的讓馬其頓逐漸行省化。儘管如此，前148年之後馬其頓開始出現羅馬官員是一個突然且顯著的變化，標誌著馬其頓人和伊利里亞人喪失獨立。

## 結果
不久之後，前146年原本的羅馬的希臘盟友亞該亞同盟開始動員對抗羅馬共和國，這場新爆發的戰爭被後世稱為亞該亞戰爭，並以其歷時相當短且在馬其頓覆滅後才爆發而聞名。在這之前，羅馬在希臘本土的戰事都是為了對抗馬其頓軍隊或是馬其頓的盟國或屬國。而且羅馬人之前已經擊敗比亞該亞人兵力還強大、比亞該亞人的國土還遼闊的對手，加上羅馬軍團已經證明他們比馬其頓方陣還優秀，因此亞該亞同盟的領導者非常清楚這場對抗羅馬人的戰爭毫無勝算。
當時的古希臘政治家波利比烏斯指責聯邦城市的煽動群眾者（Demagogue）發動民眾進行自殺式戰爭，然而泛希臘思想的和堅信會戰勝優勢敵人的口號促使聯邦下了這個輕率的開戰決議，結果亞該亞很快就被羅馬粉碎。作為一個殺雞儆猴的教訓，羅馬在前146年徹底摧毀了科林斯城，如同一年的摧毀迦太基城一樣。自從羅馬介入希臘世界以來近一個世紀的時間，羅馬透過霸權來控制當地，但一但羅馬兵力從希臘本土撤出時就會導致該地區陷入內部動亂或戰爭。元老院對此決定讓新建的馬其頓行省管理範圍擴及整個希臘本土，並在該地區建立永久的羅馬駐軍，儘剩雅典和斯巴達等少數城邦保留了自治和部分自治權。直到一個多世紀後，羅馬奧古斯都把希臘本土分出為一個獨立的亞該亞行省。

## 参阅
- 马其顿战争
- 第一次马其顿战争
- 第二次马其顿战争
- 第三次马其顿战争

## 註腳
1. ↑  Hoover 2016，第415頁.
2. ↑  Chisholm 1911.
3. ↑  Eckstein 2010，第229-233頁.
4. ↑  Eckstein 2010，第235-237頁.
5. ↑  Derow 1989，第286-289頁.
6. ↑  Eckstein 2010，第238-239頁.
7. ↑  Eckstein 2010，第240-241頁.
8. ↑  Eckstein 2010，第241-245頁.
9. ↑  Derow 1989，第316-317頁.
10. ↑  Derow 1989，第317-318頁.
11. 1 2  Eckstein 2010，第245頁.
12. 1 2  Rubinsohn 1988，第142-143頁.
13. ↑  Gruen 1984，第429-430頁.
14. ↑  Rubinsohn 1988，第144頁.
15. 1 2  MacKay 1968，第36-37頁.
16. ↑  Vanderspoel 2015，第199-200頁.
17. ↑  Eckstein 2010，第246頁.
18. ↑  Vanderspoel 2015，第200頁.
19. 1 2 3  Gruen 1984，第431頁.
20. 1 2  Helliesen 1986，第307-309頁.
21. ↑  Niese 1903，第331頁.
22. ↑  Burton 2017，第186頁.
23. 1 2 3  Niese 1903，第332頁.
24. ↑  Hause & Maltby 2004，第76頁.
25. ↑  Victor 2010，第55頁.
26. ↑  Hoover 2000，第108頁.
27. 1 2 3  Rubinsohn 1988，第145頁.
28. 1 2 3 4  Helliesen 1986，第308頁.
29. 1 2  Gruen 1984，第431-432頁.
30. ↑  Helliesen 1986，第311-13頁.
31. ↑  Niese 1903，第332-333頁.
32. ↑  Morgan 1969，第423頁.
33. ↑  Helliesen 1986，第308-309頁.
34. ↑  Morstein-Marx 1995，第34-35頁.
35. ↑  Morstein-Marx 1995，第35頁.
36. ↑  Gruen 1984，第432頁.
37. ↑  Eckstein 2010，第246-247頁.
38. 1 2  Gruen 1984，第432-433頁.
39. ↑  Vanderspoel 2015，第203-204頁.
40. 1 2 3  Eckstein 2010，第247頁.
41. 1 2 3 4  Gruen 1984，第433頁.
42. 1 2  Rubinsohn 1988，第156頁.
43. ↑  Crawford 1974，第225頁.
44. 1 2  Morstein-Marx 1995，第32頁.
45. ↑  MacKay 1968，第34頁.
46. 1 2  Niese 1903，第333頁.
47. ↑  Florus, 1.30
48. ↑  Niese 1903，第333-334頁.
49. ↑  MacKay 1968，第37頁.
50. ↑  Crawford 1974，第253頁.
51. ↑  Morgan 1969，第423-425頁.
52. ↑  Vanderspoel 2010，第256頁.
53. ↑  Derow 1989，第321頁.
54. 1 2 3  Niese 1903，第334頁.
55. 1 2  Burton 2017，第187頁.
56. ↑  Rubinsohn 1988，第157頁.
57. 1 2 3  Morgan 1969，第426頁.
58. ↑  Morgan 1969，第426-427頁.
59. ↑  Rubinsohn 1988，第146頁.
60. ↑  Morgan 1969，第427頁.
61. ↑  Niese 1903，第334-335頁.
62. ↑  Morgan 1969，第432頁.
63. ↑  Morgan 1969，第431頁.
64. ↑  Morstein-Marx 1995，第33-36頁.
65. ↑  Niese 1903，第335頁.
66. ↑  Morgan 1969，第427-428頁.
67. ↑  MacKay 1968，第37-38頁.
68. 1 2  Eckstein 2010，第248頁.
69. ↑  Niese 1903，第335-336頁.
70. ↑  MacKay 1968，第40頁.
71. ↑  Morgan 1969.
72. ↑  阿德里安·戈德斯沃西 (2004), In the Name of Rome, p. 218
73. ↑  Pausanias, 7.16-7.17

### 古代文獻
- 西西里的狄奧多羅斯, 《希臘史綱》, Book 32
- 波利比烏斯, 《歷史》, Book 37 （页面存档备份，存于）
- 李維, 《自建城以來》, Book XLV （页面存档备份，存于） and Periochae 46-50 （页面存档备份，存于）
- 維萊伊烏斯·帕特爾庫魯斯, 《Roman history》, Book I
- 卡西烏斯·狄奧, 《Roman History》, Book 21
- 弗羅魯斯, 《Epitome》, Book 1 （页面存档备份，存于）;

### 現代文獻
- Morgan, M. Gwyn. . Historia: Zeitschrift für Alte Geschichte. 1969, 18 (4): 422–446. JSTOR 4435094 （英语）.
- 奈西, 貝內迪克特. . Gotha F.A. Perthes. 1903 （德语）.
- 德羅, 彼得. . Astin, A. E.; Walbank, F. W.; Frederiksen, M. W.; Ogilvie, R. M.  (编).  2nd. Cambridge: Cambridge University Press. 1989: 290–323. ISBN 9781139054362.
- Gruen, Erich S. . Berkeley: University of California Press. 1984: 431–436. ISBN 9780520045699.
- Helliesen, Jean M. . . Thessaloniki: Institute for Balkan Studies. 1986: 307–314.
- Vanderspoel, J. . Howe, Timothy; Garvin, Edward; Wrightson, Graham  (编).  Hardcover. Philadelphia. 2015: 198–206. ISBN 9781782979234.
- Morstein-Marx, Robert. . Berkeley: University of California Press. 1995: 11–41. ISBN 9780520080751.
- Rubinsohn, W. Z. . Yuge, Toru; Doi, Masaoki  (编). . Tokyo: Society for Studies on Resistance Movements in Antiquity. 1988: 141–158. ISBN 9789004083493.
- Eckstein, Arthur M. . Roisman, Joseph; Worthington, Ian  (编). . Oxford: Wiley-Blackwell. 2010: 225–250. ISBN 978-1-4051-7936-2.
- Vanderspoel, John. . Roisman, Joseph; Worthington, Ian  (编). . Oxford: Wiley-Blackwell. 2010: 251–276. ISBN 978-1-4051-7936-2.
- 克勞福德, 邁克爾. . Cambridge University Press. 1974. ISBN 9780521074926.
- Hoover, Oliver D. .  3. Lancaster/London: Classical Numismatic Group. 2016. ISBN 9780989825412.
- MacKay, Pierre A. . Museum Notes (American Numismatic Society). 1968, 14: 15–40. JSTOR 43573445 （英语）.
- Hoover, Oliver D. . Zeitschrift für Papyrologie und Epigraphik. 2000, 131: 106–110. JSTOR 20190661 （英语）.
- Burton, Paul. . Cambridge: Cambridge University Press. 2017. ISBN 9781107104440.
- Hause, Steven C.; Maltby, William S. . Thomson Wadsworth. 2004. ISBN 978-0-534-62164-3. The Greco-Macedonian Elite. The Seleucids respected the cultural and religious sensibilities of their subjects but preferred to rely on Greek or Macedonian soldiers and administrators for the day-to-day business of governing. The Greek population of the cities, reinforced until the second century BC by immigration from Greece, formed a dominant, although not especially cohesive, elite.
- Victor, Royce M. . Continuum International Publishing Group. 2010. ISBN 978-0-567-24719-3. Like other Hellenistic kings, the Seleucids ruled with the help of their "friends" and a Greco-Macedonian elite class separate from the native populations whom they governed.

- Macedonian Wars. (2009). In Encyclopædia Britannica. Retrieved April 17, 2009, from Encyclopædia Britannica Online （页面存档备份，存于）